# Búríjovci
Búríjovci (arabsky بوريون, turecky Börüoğulları) byla turkická dynastie vládnoucí v Damašku od počátku až do poloviny 12. století. První búríjovský vládce Tugtakin byl původně ve službách seldžuckého sultána Dukaka a po Dukakově smrti roku 1104 si město a s ním i celý Damašský emirát zajistil sám pro sebe. Búríjovští vládcové měli těsné vazby na své křižácké sousedy, zejména Jeruzalémské království. S vzestupem aleppského vládce Núr ad-Dína z rodu Zengíovců uzavřel damašský emír-regent Unur spojeneckou smlouvu s jeruzalémským králem Fulkem z Anjou.
Po Fulkově smrti však jeruzalémská regentská vláda spojenectví s Damaškem zavrhla a město se roku 1147 pokusila napadnout, ale neúspěšně. Když následujícího roku město oblehla druhá křížová výprava, Unur byl donucen hledat pomoc u Núr ad-Dína, díky kterému nakonec křižáci od obléhání ustoupili. Núr-ad Dínův vliv v Damašku však natolik zesílil, že roku 1154 mu obyvatelé otevřeli brány města a Damašek se tak stal součástí jeho říše.

## Damašští emírové
- Tugtakin, 1104–1128
- Búrí, 1128–1132
- Ismaíl, 1132–1135
- Mahmúd, 1135–1139
- Muhammad, 1139–1140
- Unur (regent), 1140–1149
- Mudžír ad-Dín, 1140 (titulárně, od roku 1149 fakticky)–1154